# Francisco Xavier da Silva Pereira

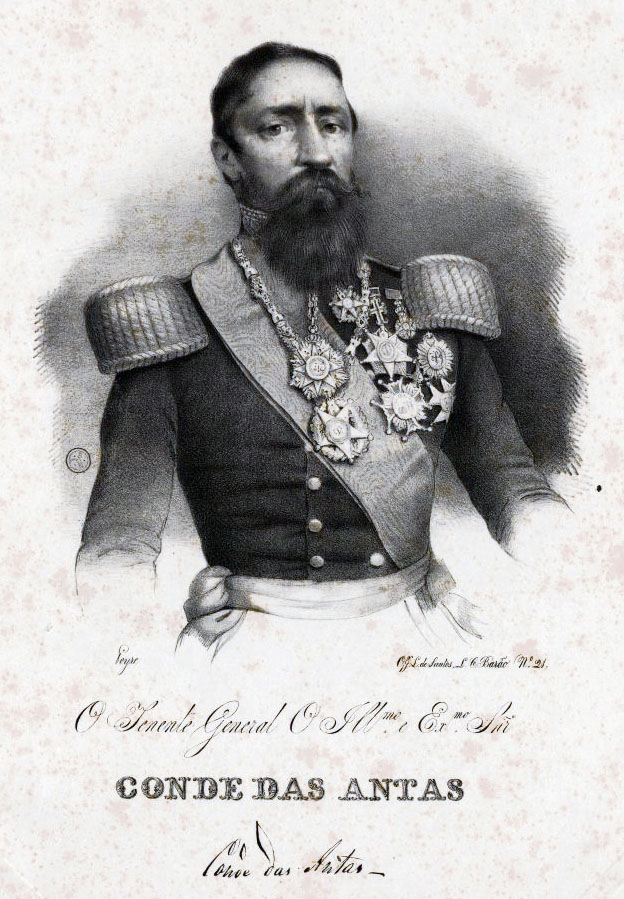
El general Francisco Xavier da Silva Pereira, primer conde das Antas (grabado de Jules-Constant Peyre, hacia 1840).

Francisco Xavier da Silva Pereira (Valença, 14 de marzo de 1793 — Lisboa, 20 de mayo de 1852), 1.er barón, 1.er vizconde y 1.er conde das Antas, militar y político portugués, gobernador de la India portuguesa. Participó en las Guerras Liberales de Portugal y en la primera guerra carlista de España.

## Biografía
Francisco Xavier Silva Pereira tenía el mismo nombre que su padre, caballero de la Orden de San Benito de Avis, coronel de la infantería del ejército y gobernador de la plaza Campo Maior. Su madre fue Antónia José de Abreu. Cuando nació su padre era un oficial subalterno del regimiento de Valença, permaneciendo en la plaza toda la familia hasta 1807. Ese año su padre pasó a la reserva y se estableció en la ciudad de Oporto, con el rango de capitán.

### La península ibérica con Napoleón Bonaparte
Con el estallido de la Guerra Peninsular en 1808, su padre fue llamado nuevamente al servicio militar, y luego fue acusado de organizar un batallón en el que su hijo Francisco Xavier, entonces joven estudiante, que abandonaba sus estudios, se alistó el 20 de junio de ese año.
Cuando se formó la Leal Legión Lusitana, el capitán Silva Pereira fue elegido para ser uno de los principales en el 1.er Batallón y su hijo recibió el grado de alférez en el mismo cuerpo en el 14 de septiembre de 1808, con la que participó en las campañas de la Guerra de la Independencia.
Poco después fue teniente agregado al 1.er Batallón de la Leal Legión Lusitana, por decreto del 3 de noviembre de 1809. En ese puesto participó en campañas contra las fuerzas de Napoleón Bonaparte, participando en las batallas de Busaco, Albuera, los Arapiles, Vitoria, Nive y Nivelle. En la batalla de los Arapiles, que tuvo lugar el 22 de julio de 1812, resultó herido y demostró un coraje particular.
En esta campaña se comportó con tanta distinción que, por orden del 11 de noviembre de 1813, fue ascendido a capitán del Regimiento de Cazadores n.º 7 por distinción en el campo de batalla. En las batallas de Orthez y Tolosa que dio nueva evidencia del valor y cuando regresó a Portugal al final de la campaña, el 21 de enero de, 1821, fue galardonado con el Medalla de la Guerra de la Independencia, con la figura 6, la mayor distinción militar otorgado a los militares quien participó en esa guerra. También fue condecorado por el rey Fernando VII de España, con las medallas de Albuera y Vitória.

### La causa liberal
En 1820, se unió a la Revolución liberal de Oporto, llevada a cabo el 24 de agosto de ese año, sirviendo bajo las órdenes del coronel, más tarde general, Bernardo Correia de Castro y Sepúlveda. En 1823 luchó en el ejército constitucional contra las fuerzas rebeldes del general Francisco da Silveira Pinto da Fonseca Teixeira, primer conde de Amarante, siendo destituido del ejército con la derrota de los liberales.
El 28 de abril de 1826, fue reincorporado y colocado en el Batallón Hunter n.º 7, con el rango de capitán en posgrado mayor, del que salió en diciembre para el Batallón Hunter n.º 12, ya que en real major, puso el que fue promovido por decreto del 28 de diciembre de ese año. Como comandante de ese cuerpo, en 1827 hizo campaña contra las tropas rebeldes del general Manuel da Silveira Pinto da Fonseca Teixeira, el marqués de Chaves.
Proclamado en Oporto, el 16 de mayo de 1828, el cartista de reacción contra el robo alegó que Michael Francis Xavier Silva Pereira, entonces más conocido por el mayor Xavier, se unió a su movimiento de batallón de cazadores cartista n.º 12, con el cual aplastó una columna guerrillera en el puente Espinhel el 15 de junio de ese año, mereciendo los elogios del brigadier Francisco Saraiva da Costa Refoios, más tarde barón de Ruivoz. También se unió a los bancos Cruz de Marouços y Vouga.
Tras disolverse la Junta que se había encargado de mantener la autoridad de Pedro IV de Portugal, las tropas que le fueron asignadas se vieron obligadas a retirarse a Galicia. Xavier importante era de la opinión de que era necesario luchar, pero tuvo que emigrar a Inglaterra con sus compañeros de partir hacia ese destino, el 2 de junio de, 1828, a bordo del vapor Inglés Belfast.
Desde Inglaterra fue a la isla de Madeira, donde desembarcó en agosto de 1828, para apoyar la causa de la legitimidad liberal. El general José Lúcio Travassos Valdez estaba allí, luego primer conde de Bonfim. Pasó poco tiempo en esa isla, debido al desembarco de las fuerzas realistas que obligaron a la retirada de los liberales. Como resultado de este aterrizaje, y bajo protección británica, el 23 de agosto, junto con otros oficiales y algunos madeirenses comprometidos con el liberalismo, fue evacuado a bordo de la corbeta inglesa HMS Aligator, desde la cual pasó dos semanas más tarde al barco. Jane, va a desembarcar en el puerto de Saint-Yves, en la costa de Charente, en la costa oeste de Francia.
Después de unirse a los emigrantes liberales, formó parte de la expedición dirigida por el general João Carlos de Saldanha Oliveira y Daun, el conde de Saldanha, que salió de Plymouth hacia la isla Terceira, donde no pudo desembarcar debido al bloqueo británico impuesto por el capitán William. Walpole, comandante del HMS Guardabosques, que interceptó la expedición cerca del pueblo de Praia, el 11 de enero de, 1829, y lo obligó a llevar de a Brest.
Hasta septiembre permaneció en Francia; luego de encargarse de reunir las plazas de pre-emigrantes, fue a Ostende, organizó el cuerpo militar que más tarde se convirtió en el Batallón de Cazadores N.º 12 y, cruzando el bloqueo, logró aterrizar con su batallón en la isla de Terceira, el día 20 de enero de 1830.
Nombrado al año siguiente comandante del Batallón de Cazadores N.º 5, formó parte de la expedición que, bajo las órdenes del general António José de Sousa Manoel de Menezes Severim de Noronha, conde de Vila Flor, tomó las islas del Grupo Central del archipiélago de Azores, donde se comportó con la valentía habitual. También formó parte de la expedición enviada a la isla de São Miguel, participando en la acción de Ladeira da Velha, donde se distinguió.
En 1832 formó parte del Ejército de Liberación, que protagonizó el Desembarco de Mindelo, llegando a las playas portuguesas el 8 de julio de ese año. Francisco Xavier Silva Pereira era entonces comandante del Batallón de Cazadores n.º 5 y en este puesto ayudó y cooperó en el reconocimiento de Valongo, celebrado el 22 de julio de ese año 1832.
El 23 de agosto, fue ascendido a teniente coronel efectivo por los ejemplos que dio de valentía y las buenas tácticas con las que dirigió su batallón en la memorable defensa del asedio de Oporto. Participó en esa defensa desde el asalto hasta la fortificación de la Serra do Pilar, el 8 de septiembre de 1832, cuando comenzó el asedio a esa fortaleza, para romper el asedio de la ciudad, debido a la retirada de las fuerzas sitiadoras al 6 de agosto de 1833.
En esa fecha, el conde de Bourmont, después de la batalla del 25 de julio de ese año, tuvo que venir a Lisboa para tomar el mando de las tropas miguelistas. El asedio se levantó el 18 de agosto, la fecha de la última acción en las líneas de Oporto contra las fuerzas realistas, ahora comandadas por el general Reginald MacDonell, que había reemplazado a Bourmont, y su inmediato conde de Almer, que había cubierto la retirada.
Donde más se distinguió al teniente coronel Xavier fue la salida del 17 de noviembre de 1832, por delante del Batallón de Cazadores N.º 5, que resultó en la toma y ocupación de las alturas de los Antas, ocupando un lote en una posición estratégica en la batería del cerro Quinta dos Congregados y la batería de la montaña Goelas de Pau. Esa posición se mantuvo hasta que se construyó una fortaleza. Se distinguió de nuevo en la acción del 24 de marzo de 1833, audazmente atacó la posición de Monte das Antas, obligando al enemigo a abandonarlo, y repeliendo con la mayor valentía y coraje los sucesivos ataques de fuerzas opositoras mucho más altas, que, por dos veces, intentaron desalojarlo de allí.
Por esta razón, fue galardonado con el rango de caballero de la Orden de la Torre y la Espada el 3 de octubre y el mismo premio se le otorgó a varios oficiales y soldados del Batallón de Cazadores N.º 5, por el coraje y el coraje que mostraron en el combate. Por decreto del 22 de noviembre de 1832 fue ascendido a coronel graduado.
Se distinguió en la salida del 28 de septiembre de ese mismo año y por lo tanto es en cargo de la segunda brigada de la primera división de comando, el orden del día 2 de marzo de 1833.
El 4 de abril, fue condecorado con el hábito de la Orden de Nossa Senhora da Conceição de Vila Viçosa por haber atacado audazmente la posición de los Antas en la acción del 24 de marzo. Ingresó al combate Covelo, el 10 de abril de 1833, y fue nombrado Comandante de la Orden de Avis, por decreto del 15 de agosto del mismo año. El 25 de julio fue ascendido a coronel efectivo y, tras marchar con el Batallón de Cazadores n.º 5 por la defensa de Lisboa, fue alabado por su comportamiento en la acción del 5 de septiembre del mismo año.
Pedro IV, por decreto de ese mes, lo nombró comandante de la Orden de la Torre y la Espada y la Orden de São Bento de Avis, por los servicios prestados el 18 de agosto y el 9 de septiembre de ese año 1833.
Después de la acción de Cacilhas, el Batallón de Cazadores n.º 5 entró en Lisboa, después de haber entrado en acción el 18 de octubre en las líneas de defensa de la capital y en el día inmediato en Loures, teniendo en esas ocasiones la oportunidad de mostrar al Coronel Xavier Su valor frente al enemigo. Participó en la fabricación de Leiría el 15 de Janeiro de 1834, y en la acción Pernes el 30 de ese mes. El 24 de julio de ese año fue nombrado brigadier.
Por decreto del 17 de septiembre de 1835 fue galardonado como el título de Barón de Antas, confirmado por carta de 22 de abril de 1837, de la reina María II de Portugal. Cuando terminó la guerra, se le ordenó gobernar la plaza Elvas, donde permaneció solo un mes, por tener que ir a Évora, luego reanudar el gobierno, que dejó nuevamente en septiembre para comandar la brigada del ejército que se formó en Trás-os-Montes para observar la frontera, bajo las órdenes del general Jorge de Avilez Zuzarte de Sousa Tavares, entonces primer vizconde de Reguengo y primer conde de Avilez, conocido por el general Avilez. En agosto de 1835 fue nombrado gobernador militar de Setúbal, permaneciendo, sin embargo, en el ejército de observación de la frontera norte.

### La primera guerra carlista en España
Tras firmar el Tratado del 24 de septiembre de 1835 entre Portugal y España, el barón de Antas comandó la vanguardia de la división auxiliar que, en cumplimiento de la misma, entró en España bajo el mando del brigadier Vitorino José de Almeida Soares Serrão, el 1.er Barón de Valle.
La vanguardia de la división auxiliar portuguesa entró en España el 18 de octubre. En febrero de 1836 ordenó una columna de tres mil hombres; ingresó a Valmacela el 12 de marzo, y en las acciones de Castelo da Pedra y Venda Mal Abugro. En esta ocasión fue galardonado por el gobierno español con la Cruz de San Fernando.
Cuando el gobierno portugués llamó a la columna del barón das Antas más cerca de la frontera, el comandante en jefe de las operaciones españolas y el ejército del norte rindió homenaje al barón das Antas, que acababa de destacar su brillante carrera militar con el acciones del 28 y 29 de junio, por las cuales más tarde recibió la Gran Cruz de Isabel la Católica, como premio.
Proclamado en Portugal la restauración de la Constitución de 1822, en la noche del 9 de septiembre de 1836, por algunos batallones de la Guardia Nacional de Lisboa, en lo que se conoció como la Revolución de Septiembre, el Barón das Antas se unió a la misma revolución el 23 de ese mes con la división que había tomado temporalmente el mando, por enfermar al Barón de Vale.
Recibió el título de vizconde de Antas, por decreto del 13 de octubre de 1837 y confirmado por carta de 6 de julio de 1837, de la reina María II de Portugal, sobre los buenos oficios de muchos servicios a la causa de la reina Isabel en los bancos desde el río Ebro y en Vitória, campaña de 1837, deshabilitando muchas de las fortificaciones carlistas con repetidos ataques en las líneas de Arlabán, el 14 de mayo; con la intención de destruir la fábrica de dulces establecida por ellos en Barambio, seis leguas de Vitoria, una hazaña que mereció el mayor elogio del ministro de guerra español y el conde de Luchana, salvando la plaza de Peña Serrada tres veces, derrotando a las fuerzas del pretendiente Carlos María de Borbón en Salvatierra el 18 de junio.
El 21 de julio, el vizconde de Antas, con la división portuguesa, golpeó los campos de Zambrana y se retiró a Armiñón con una gran pérdida. Durante su estancia en España ejerció el mando general de las Merindades de Castilla, el mando en jefe de reserva y el de las fuerzas de Alcoa, el Virreinato de Navarra y el mando general de las Provincias Vascongadas.

### La revolución cartista
Luego, en Portugal, estalló la revolución cartista, y el gobierno llamó al vizconde das Antas, quien ingresó de inmediato a Almeida con el resto de las tropas el 3 de septiembre, cuando la segunda brigada de la división auxiliar, comandada por el coronel José de Sousa Pinto, acababa de terminar. proclamar la Carta durante su marcha desde Valladolid a través de Salamanca, y cuando se uniría a los rebeldes en Bragança.
El vizconde das Antas, quien el 5 de septiembre había sido ascendido a un mariscal de campo graduado, se dirigió a Lamego, donde ingresó el día 9, llegando a Oporto el día 13 y saliendo poco después del 15 en busca de las fuerzas de la Carta al mando del general José. de Vasconcelos Bandeira de Lemos, el primer barón de Leiría, a quien encontró en Ruivães, y quien después de una dura lucha, estampó.
Esto fue seguido por la convención de Chaves, firmada el 20 de septiembre, por el duque de mariscales de Terceira y el marqués de Saldanha, quienes se vieron obligados a firmarla junto con el vizconde de Antas, y cuya convención puso fin al movimiento revolucionario.
Por decreto del 27 de ese mes, el vizconde de Antas fue ascendido a mariscal de campo efectivo y a cargo del mando de las tropas de observación en las provincias del norte, tomando su asiento en el congreso constituyente como diputado en la sesión del 10 de noviembre.
Por decreto del 4 de abril de 1838 fue elevado a contar con el mismo título, y por decreto del 15 de mayo siguiente fue nombrado comandante de la 3.ª División Militar, permaneciendo al mando de las fuerzas de observación. Hizo un juramento a la Constitución portuguesa de 1838 en la Praça de Chaves, frente a la División, en una gran parada, el 6 de mayo.
Proclamada la Carta Constitucional de 1826 en Oporto el 27 de enero de 1842, el conde de Antas, en su calidad de senador, firmó una protesta con otros senadores contra este movimiento y fue nombrado comandante de una división de operaciones de Extremadura, por decreto de El 7 de febrero de ese año, para hostigar este movimiento, lo que no sucedió, porque la Reina D. María II se unió al mismo movimiento, nombrando un nuevo ministerio.
Luego fue el conde de Antas a cargo de disolver los guardias y la fuerza nacionales, quienes habían establecido el llamado Ministerio de Carnaval, una comisión que llevó a cabo a través de algunos insultos de los plebeyos. Por carta real del 3 de mayo siguiente, fue nombrado par del Reino, tomando su asiento en la cámara respectiva, siempre votando en oposición al ministerio de la Carta.

### Gobernador de la India
Por carta real de 18 de julio del año 1842, fue nombrado Gobernador del Estado de India, siendo ascendido a teniente general por decreto fechado al día siguiente, 19 de julio.
El gobierno del Estado de India fue de corta duración, que asumió el 19 de septiembre, dejándolo, con el pretexto de una mala salud, el 25 de abril de 1843, entregándolo al jefe de la división, Joaquim Mourão Garcez Palha. Se fue a Portugal y llegó a Lisboa el 23 de julio.

### Regreso a Portugal
Tomó asiento en la cámara de pares y fue elegido miembro de la comisión de guerra por 19 votos, en la sesión del 3 de enero de 1844. Por decreto del 11 de julio de este año, fue nombrado miembro del Consejo Supremo de Justicia Militar.
En mayo de 1846 fue nombrado por el ministerio del duque de Palmela, que acababa de graduarse, comandante de la 1.ª División Militar; transferido a Oporto en agosto, y a cargo de comandar las fuerzas del norte de Portugal.
Cuando el 6 de octubre de 1846 estalló la revolución contra el gobierno del conde de Tomar, el conde de Antas tomó el mando general del ejército creado por la Junta del Puerto y se puso a la cabeza de la revolución, explicó las razones de esta conducta. Carta a la reina María II de Portugal.
Luego marchó hacia el sur con una división de los cuerpos que seguían la causa de la Junta, y, al ingresar a Santarém, pronto se vio obligado a retirarse a Oporto, por haber sido prisionero en Torres Vedras, una gran parte de sus fuerzas, que obedecieron a conde de Bonfim.
Aprovechando el entusiasmo de la ciudad y sus alrededores debido a la Junta, organizó rápidamente nuevos regimientos, y en febrero de 1847 marchó hacia el norte contra el conde de Casal, que en ese momento era señor de Viana.
Después de algunos movimientos en Minho, regresó a Oporto y en mayo se hizo cargo de la expedición que fue por mar a Lisboa. Justo en las afueras de Oporto, el conde de Antas fue convocado por el comandante de la flota inglesa, el comodoro Thomas Maitland, para detener el movimiento y anclar bajo el fuego de sus barcos.
El conde protestó, pero, rodeado de fuerzas superiores, probando, se entregó prisionero y se fue a la capital. Al ingresar al bar Tagus, pronto fue enviado prisionero al Fuerte de São Julião da Barra, donde permaneció hasta la convención de Gramido, en la que recuperó su libertad, y luego fue devuelto a los puestos y honores de los que el gobierno de Lisboa lo había agotado.

### Fallecimiento
Ya viejo, más por su trabajo que por su edad, disgustado y cansado, el conde de Antas se retiró casi por completo de la política. Hacia fines de 1851 fue nombrado inspector de infantería, pero murió en Lisboa el 20 de mayo de 1852.

## Matrimonio
El conde de Antas se casó el 22 de julio de 1845, con María Teotónia War y Sousa Ravago y Santisteban, única hija y heredera de Joseph Gaudino War y Sousa y María Josefa Bernarda Fagundo de Ravago y Santisteban. De este matrimonio hubo dos hijos, Francisco y Fernando, que fueron el segundo y el tercer cargo del título.
Entre 1851 y 1852 fue el segundo Gran Maestro de la Confederación Masónica portuguesa.
Por una suscripción popular, se construyó un mausoleo en el Cemitério dos Prazeres a donde, en 1859, sus restos fueron transferidos, con todos los honores debidos. En la tumba está su estatua, que es una obra notable del escultor Víctor Bastos, así como el respectivo escudo de armas con un escudo roto de da Silva y Pereira con un timbre de da Silva y una corona de conde.
El conde de Antas publicó el folleto titulado Discurso pronunciado en la sesión de la Cámara de los Compañeros Dignos el 15 de febrero de 1848.